# 黒田重隆
黒田 重隆（くろだ しげたか）は、戦国時代の武将。小寺氏の家臣。

## 出自・前半生
『黒田家譜』『江源武鑑』などによると、若い頃は山陽地方随一の商業都市として繁栄していた備前国の福岡（現・岡山県瀬戸内市長船町）に在住していたと伝わる。その後、大永5年（1525年）に備前が乱れると播磨国に移り、姫路の広峯神社の神官・井口太夫と共謀して目薬を売ることで財を成し、播磨の国人になったという。はじめ龍野城主・赤松政秀に仕えたが、ほどなく御着城主・小寺政職に主を替え、子の職隆が重用されて姫路城の城代となったとされる。ただし実際は、重隆自身の小寺家臣としての発給文書が残っているため、重隆自身も小寺氏重臣として仕えていた。また『播磨御着郡誌』によると、子の職隆は小寺政職の祖父・政隆の養女を娶って政隆の養子となっていたとしている。
妻は妻鹿氏で、永禄2年9月22日（1559年11月1日）に没している。

## 小寺家の武将として
享禄4年（1531年）の大物崩れでは赤松政祐軍に従って出陣。当時の小寺家当主は政隆の子である則職だった。その際、近江源氏佐々木氏末裔である重隆は、坂東平氏梶原氏末裔である播磨高砂城主・梶原景則と先陣を争って一触即発の状況になったと「赤松秘士録」は伝えている。これは源平合戦の時分、宇治川の戦いで佐々木高綱と梶原景季が先陣争いをしたものの再来とされているが、真偽は不明。
天文14年（1545年）、則職の子・政職の代になると、小寺氏一門の小寺則隆や小寺家臣・八代道慶と共に姫路城の経営にあたる。後に単独で姫路城主となったという説もあるが、弘治2年（1556年）に職隆が姫路城主になったという説もあるため実際は不明。いずれにせよ職隆に家督を譲った後は御着城下の屋敷へ戻り、永禄7年（1564年）に同地で亡くなった。享年57。墓所は岡山県瀬戸内市長船町の妙興寺にある。近世大名となった筑前黒田家の実質上の家祖である。

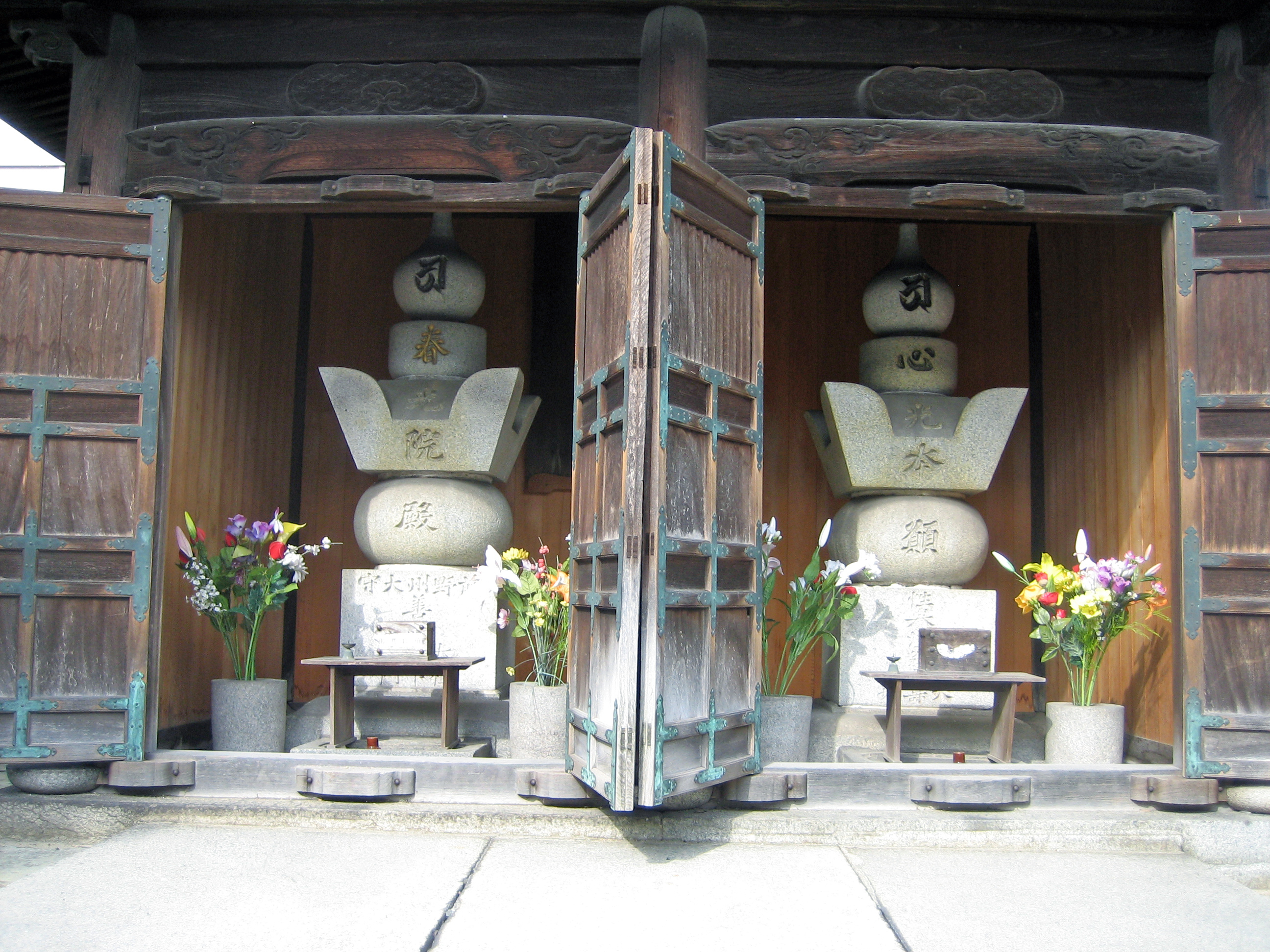
御着城跡地にある黒田重隆(左側)と如水の母・明石氏の墓

享和2年（1802年）、福岡藩10代藩主・黒田斉清治世中に、福岡藩は姫路御着の地に墓所を新たに造営している（黒田家廟所（姫路市指定文化財））。この廟所には孫、孝高の母である明石氏の墓標も重隆と共に祀られている。
また、福岡市の光雲神社の摂社、堅盤神社に四神の一柱として奉じられ祀られている。

## 異説
『江源武鑑』などの史料によると父・高政に従って先述の流浪をしたとされるが、播磨国多可郡黒田庄（現・兵庫県西脇市）出身という説もある。地元の寺院に播磨黒田氏に関する系図や黒田職隆や黒田重隆の位牌もある。その説によると、黒田氏は旧来言われる近江佐々木氏の末ではなく、赤松氏の分かれの土豪とされており、黒田庄にあった黒田城主8代目であったとされる。また子の9代目・治隆の代に石原氏・赤井氏との戦闘で討死し、黒田城も落城して家は絶えたという。また治隆の弟に孝隆がおり、小寺職隆の養子となって姫路城主となったとしている。